# Maser (Italia)
Maser (pronuncia /maˈzɛr/, Maser in veneto) è un comune italiano di 5 058 abitanti della provincia di Treviso in Veneto.

## Geografia fisica
L'abitato si dipana sulla provinciale nº 84 "di Villa Barbaro" e, oltre a Maser capoluogo, conta le frazioni di Crespignaga, Coste, Madonna della Salute e la località Muliparte. Il territorio per metà pianeggiante e per metà collinare con il punto più alto (Colle Collalto) a 496 m. slm.

## Origini del nome
Maser deriva dal latino maceries "macerie, rovine", in riferimento a un terreno franato.

## Storia

### Gli Ezzelini
Maser è una delle località interessate dalle vicende umane e storiche che si svolsero tra il XI secolo e il XIII secolo e dalle numerose proprietà che videro protagonisti i vari componenti della famiglia degli Ezzelini. Proprietà che furono certosinamente accertate, censite e documentate dopo la loro definitiva sconfitta avvenuta nel 1260.

### Il rinascimento
Durante il Rinascimento, Maser divenne un luogo di grande importanza grazie alla costruzione della Villa di Maser, anche conosciuta come Villa Barbaro. Questa villa è uno dei capolavori dell'architetto Andrea Palladio, costruita tra il 1554 e il 1560 per i fratelli Daniele e Marcantonio Barbaro, esponenti di spicco della nobiltà veneziana.

### L'Ottocento
Durante l'Ottocento il comune, come molte altre località italiane, attraversò un periodo di cambiamenti significativi.
Uno degli eventi più rilevanti fu l'occupazione napoleonica all'inizio del secolo. Maser, come parte del Veneto, passò sotto il controllo francese con il Trattato di Campoformio nel 1797. Questo portò a riforme amministrative e sociali che cambiarono profondamente la struttura della società locale. Dopo la caduta di Napoleone, Maser divenne parte del Regno Lombardo-Veneto sotto il controllo austriaco, fino all'unificazione dell'Italia nel 1866.
Durante questo periodo, l'agricoltura rimase l'attività economica principale. Le terre intorno a Maser erano coltivate principalmente a vigneti e frutteti, e la produzione agricola era fondamentale per l'economia locale. La Villa di Maser continuò a essere un centro di attività culturali e sociali.

### Il novecento
Durante la prima guerra mondiale varie infrastrutture comunali vennero distrutte e lo stesso avvenne nella guerra successiva. Nel dopoguerra, Maser vide un periodo di sviluppo economico e industriale. L'agricoltura rimase un settore importante, ma ci fu anche una crescita dell'industria e dei servizi.

### Evoluzione dei nomi
Maser un tempo veniva chiamato Mafere (circa nel 1700).
L'attuale località Muliparte veniva un tempo chiamato Monleopardo (circa nel 1200). Si ritrova poi in documenti con il nome Mulipardo (circa verso il 1340 riportato nel libro Venezia-senato, deliberazioni miste: Registro XVIII (1339-1340) a pagina 407).

### Simboli
Lo stemma è stato concesso con regio decreto del 28 gennaio 1929.
olivo al naturale, fruttato d'oro, e quella del centro, un albero di vite, pampinosa, al naturale, fruttata d'oro, intrecciandosi coi rami al tronco degli olivi. Ornamenti esteriori da Comune.»
Il gonfalone, concesso con D.P.R. del 28 luglio 1977, è un drappo di giallo.

## Monumenti e luoghi d'interesse

### Parrocchiale di Maser
Intitolata a San Paolo, si originò come cappella della pieve di Cornuda, ma assunse sempre maggiore autonomia quando, tra il Tre e il Quattrocento, gli fu unita la chiesa di Muliparte.
L'edificio conserva l'impianto cinquecentesco, ma ha subito nel tempo importanti rimaneggiamenti: l'attuale aspetto è il risultato dei restauri svolti nel Settecento e nel 1863.
Tra i dipinti su tela, si ricordano il Martirio di santa Caterina d'Alessandria, della scuola di Paolo Veronese, e la Vergine con Bambino, di Leandro da Ponte. Degne di nota anche le statue dell'altar maggiore, raffiguranti San Paolo e Sant'Andrea e la Conversione di san Paolo dipinta sul soffitto nell'Ottocento.

### Monumento ai caduti

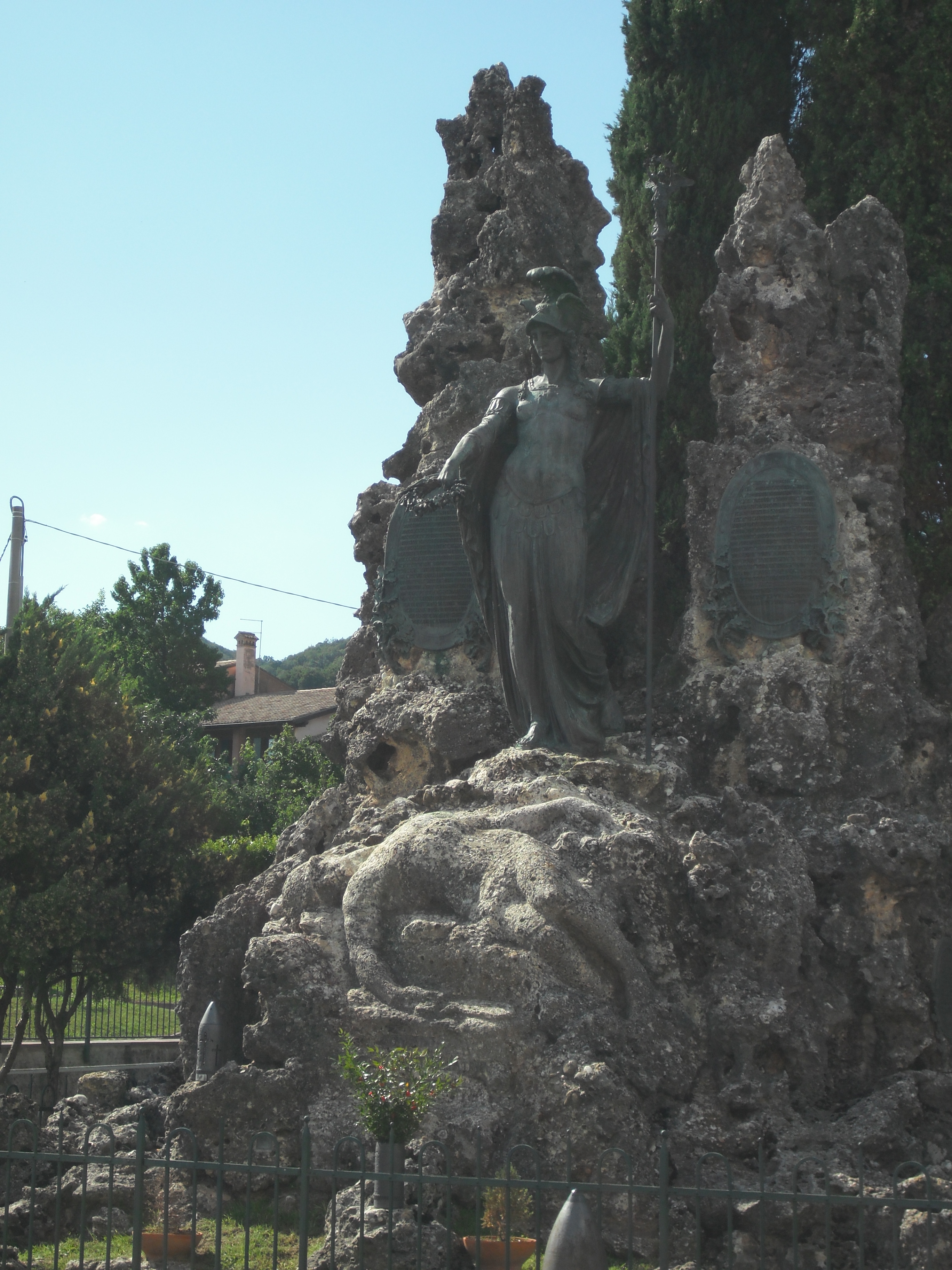
Il monumento ai caduti, opera di Angelo Rossetto.

Il grandioso manufatto, opera dello scultore locale Angelo Rossetto, è stato inaugurato nell'ottobre del 1923.
È costituito da due guglie di roccia — le Alpi, estremo confine italiano — su cui si erge la possente statua in bronzo di una donna romana: la Patria. La figura volge lo sguardo a un suo figlio caduto, il cui corpo è scolpito nella roccia ai suoi piedi, impugnando con una mano lo scettro del potere con la vittoria alata e con l'altra una corona intrecciata di alloro e quercia. Ai lati, due scudi in bronzo recano i nomi dei caduti.

### Ville venete

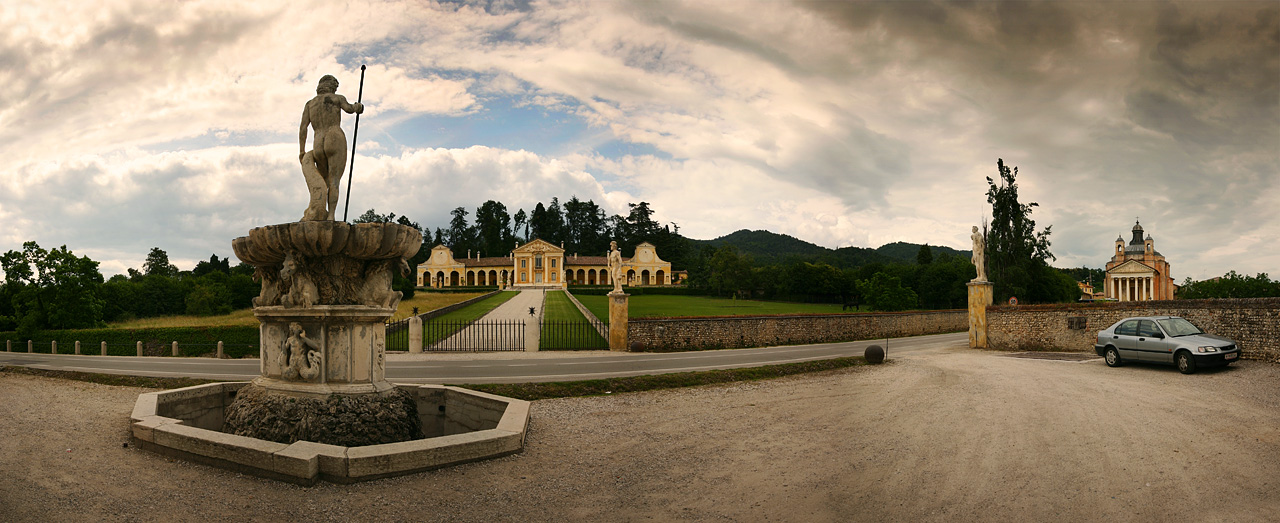
Villa Barbaro e tempietto

Di seguito è riportato un elenco di alcune ville venete presenti sul territorio comunale di Maser:
.
- Villa Barbaro Basadonna Manin Giacomelli Volpi
- Villa Fabris (Maser)
- Villa Nani, Trieste, Fanzago
- Villa Querini
- Ca' Pesaro Facchinetti Vettoretto

## Società

### Evoluzione demografica
Abitanti censiti

### Etnie e minoranze straniere
Al 31 dicembre 2023 gli stranieri residenti nel comune erano 318, ovvero il 6,2% della popolazione. Di seguito sono riportati i gruppi più consistenti:
1. Romania 101
2. Cina 51
3. Marocco 41
4. Albania 34
5. Macedonia del Nord 22

## Economia
Si praticano l'agricoltura (cereali, uva, olive e frutta). La Ciliegia di Maser De.Co. è coltivata nelle superfici agricole del territorio comunale, e risulta essere un prodotto già presente di certo a Maser in epoca romana, all’epoca della centuriazione della campagna tra Asolo, Montebelluna e Castelfranco: la ciliegia è attestata nei documenti come coltivazione solo a partire dal Medioevo, e trova il proprio momento di splendore in epoca rinascimentale, nell’opulenza dei banchetti signorili e nel miglioramento delle tecniche d’innesto.
Negli anni '80 del XX secolo il baricentro della produzione e della commercializzazione, si sposta su Maser, trovando definitivamente consacrazione fin dal 1991 nella Mostra della Ciliegia, nella meravigliosa cornice della villa palladiana Barbaro. Attualmente il territorio comunale può contare su una importante produzione annua distribuita per lo più tra piccole aziende a conduzione familiare, spesso con vendita diretta del prodotto al consumatore finale.
In crescita è la produzione di uno speciale olio extravergine di oliva, promossa dall'Associazione Olivicoltori della Marca Trevigiana, con sede proprio a Maser, dove sono attive ben 75 piccole aziende.
Particolarmente vivace è l'industria, attiva nei settori alimentare (soprattutto lattiero-caseario, collegata all'allevamento bovino), metalmeccanico, calzaturiero, dell'abbigliamento, del mobile e delle materie plastiche.

## Infrastrutture e trasporti

### Strade
Il comune di Maser è attraversato da diverse strade principali che collegano le varie frazioni e località circostanti. Tra le strade più importanti vi è la Strada Provinciale 84 "di Villa Barbaro, che attraversa il centro di Maser e collega la villa palladiana con le altre località.

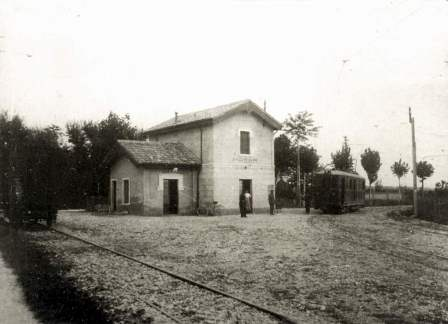
Maser - Stazione tranviaria

### Tram
Posta lungo la via bassanese, dal 1913 al 1931 Maser fu servita da una stazione della Tranvia Montebelluna-Asolo, che rappresentò al tempo un importante strumento di sviluppo per l'economia della zona. Tale impianto, conformato come località di diramazione, era stato progettato quale elemento di una mai realizzata direttrice su ferro fra Bassano del Grappa e Susegana. Il fabbricato, trasformato in civile abitazione, è ancora esistente.

## Amministrazione

### Sindaci dal 1995
| Periodo        | Periodo        | Primo cittadino         | Partito           | Carica  | Note |
| -------------- | -------------- | ----------------------- | ----------------- | ------- | ---- |
| 23 aprile 1995 | 13 giugno 1999 | Gian Francesco Pandolfo | Lista civica      | Sindaco |      |
| 13 giugno 1999 | 7 giugno 2009  | Paola Weissmuller       | Centro sinistra   | Sindaco |      |
| 7 giugno 2009  | 26 maggio 2019 | Daniele De Zen          | Lega Nord         | Sindaco |      |
| 26 maggio 2019 | In carica      | Claudia Benedos         | Fratelli d'italia | Sindaco |      |